# Antiphrisson mongolicus
Antiphrisson mongolicus är en tvåvingeart som beskrevs av Pavel Lehr 1970. Antiphrisson mongolicus ingår i släktet Antiphrisson och familjen rovflugor. Inga underarter finns listade i Catalogue of Life.